# Ленґ-Пекарський
Ленґ-Пекарський (пол. Łęg Piekarski) — село в Польщі, у гміні Добра Турецького повіту Великопольського воєводства.
Населення — 99 осіб (2011).
У 1975-1998 роках село належало до Конінського воєводства.

## Демографія
Демографічна структура станом на 31 березня 2011 року:
|          | Загалом | Допрацездатний вік | Працездатний вік | Постпрацездатний вік |
| -------- | ------- | ------------------ | ---------------- | -------------------- |
| Чоловіки | 51      | 13                 | 34               | 4                    |
| Жінки    | 48      | 6                  | 28               | 14                   |
| Разом    | 99      | 19                 | 62               | 18                   |